# Elisa Balaguer i Gonel
Elisa Balaguer i Gonel (Vinaròs, 1895 - Castelló de la Plana, 1980) fou una pintora valenciana que va treballar principalment a la província de Castelló. La seva obra artística es basa fonamentalment en la pintura de retrats.

## Biografia
Elisa Balaguer va néixer a Vinaròs en 1895, on va residir fins a l'edat de sis anys, filla de Francesc Balaguer i Ferrer i d'Antònia Gonel i Piñón. Després de la mort del seu pare, Elisa es va traslladar a viure a Castelló al costat dels seus germans, ciutat on va iniciar la seva formació artística assistint a classes de dibuix i pintura a l'acadèmia del pintor Vicent Castell i Domènech. A principis de la dècada dels trenta va aconseguir una beca de 750 pessetes de la Diputació Provincial de Castelló per estudiar Belles Arts en la Reial Acadèmia de Belles Arts de Sant Fernando de Madrid, amb els mestres Eduardo Chicharro i Manuel Benedito Vives.
L'obra que d'ella es conserva és molt escassa, almenys la coneguda públicament, sent més coneguda com a professora de l'Institut Francisco Ribalta de Castelló, on va donar classes al llarg de 20 anys, que com a pintora. Va obtenir una plaça en aquest institut l'any 1945 per oposició.
Va fundar, juntament amb la seva germana Antònia la Fundación Balaguer Gonel Hermanos ―projecte ideat pel seu germà Francesc abans de morir― que col·laborava amb ajudes als estudiants de màsters i cursos de postgrau.
Es va jubilar com a professora l'any 1965, romanent a la mateixa ciutat on moriria 10 anys més tard. Va ser enterrada al Cementiri de Sant Josep de Castelló.

## Trajectòria artística
La seva obra va ser un producte habitual de l'Escola de les Belles Arts, ben concebuda i estructurada en uns cànons clàssics de color, semàntica i composició, destacant en el retrat el seu realisme i amb una elaboració que es va guanyar l'admiració del seu mestre Manuel Benedito.
Quan va ser becada per la Diputació Provincial per a estudiar Belles Arts en l'Acadèmia de Sant Fernando a Madrid va fer lliurament d'alguna de les seves obres a la institució provincial, quedant dipositades com a fons del Museu Provincial. Es tracta de dos olis: un sobre cartró en el qual representa un nu masculí, i un altre sobre llenç, una dona nua. Aquestes obres evidencien treballs d'escola; en el nu femení s'observen errors tècnics en la resolució de la part inferior del cos, així com a la mà, que sembla resulta postissa.
Va aconseguir llicència com a copista del Museu del Prado de Madrid, per a practicar amb obres dels pintors clàssics. Elisa es va deixar influir tècnicament pel seu mestre Manuel Benedito, sobretot en els retrats, aconseguint una pinzellada moderada que restava espontaneïtat a l'obra.

## Obres
| Any  | Obra                                    | Posició                                                         |
| ---- | --------------------------------------- | --------------------------------------------------------------- |
| 1934 | Oli sobre cartró. Nu masculí. 52 x 37cm | Obra de pensionada. Propietat Diputació Provincial de Castelló. |
| 1934 | Oli sobre cartró. Nu femení. 99 x 69 cm | Obra de pensionada. Propietat Diputació Provincial de Castelló. |